# Hercegovačka Goleša
Hercegovačka Goleša (en serbe cyrillique : Херцеговачка Голеша) est un village de Serbie situé dans la municipalité de Priboj, district de Zlatibor. Au recensement de 2011, il comptait 289 habitants.

## Démographie
| 1948 | 1953  | 1961  | 1971  | 1981 | 1991 | 2002 | 2011 |
| ---- | ----- | ----- | ----- | ---- | ---- | ---- | ---- |
| 817  | 1 020 | 1 050 | 1 051 | 877  | 675  | 430  | 289  |

|  |